# Cathy Ferguson
Cathy Ferguson (17. srpnja 1948.) je bivša američka plivačica.
Dvostruka je olimpijska pobjednica u plivanju, a 1978. godine primljena je u Kuću slavnih vodenih sportova.